# Tolna limula
Tolna limula là một loài bướm đêm trong họ Erebidae.